# Condado de Hidalgo (Texas)
El condado de Hidalgo está ubicado en el estado estadounidense de Texas. La capital del condado es Edinburg, pero McAllen es su mayor ciudad. El condado tiene un área de 4.100 km² (de los cuales 33 km² están cubiertos por agua) y una población de 774.769 habitantes, para una densidad de población de 190 hab/km² (según censo nacional de 2010).

## Demografía
Del censo de 2010 surge que había 774.769 personas, 216.471 cabezas de familia y 179.668 familias residiendo en el condado. La densidad de población era de 190 habitantes por kilómetro cuadrado.
La composición étnica del condado era:
- 88% blancos
- 0,6% negros o negros americanos
- 0,3% nativos americanos
- 1% asiáticos
- 8,8% de otras etnias
- 1,3% de dos o más etnias.

Había 216.471 hogares (una o más personas viviendo en una misma casa). En el 54,2 % había menores de 18 años, el 65 % eran parejas casadas viviendo juntos, el 18,8 % tenía una mujer como cabeza de familia (sin cónyuge presente) y el 17 % no eran familias (dos o más personas viviendo en una misma casa con vínculo de parentesco, matrimonio o adopción).
El tamaño promedio de una familia era de 3,94 miembros.
En el condado el 34,7 % de la población tenía menos de 18 años, el 10,7 % tenía de 18 a 24 años, el 27,1 % tenía de 25 a 44, el 18,2 % de 45 a 64, y el 9,3 % eran mayores de 65 años. La edad promedio era de 28,3 años. Por cada 100 mujeres había 94,4 hombres. Por cada 100 mujeres mayores de 18 años había 89,9 hombres.

## Economía
Los ingresos medios de un cabeza de familia del condado eran de $ 30.134 y el ingreso medio familiar era de $ 31.760. Los hombres tenían unos ingresos medios de $ 22.635 frente a $ 17.526 de las mujeres. El ingreso per cápita del condado era de $ 12.130. El 32,6 % de las familias y el 35,8 % de la población estaban debajo de la línea de pobreza. Del total de gente en esta situación, 47,4 % tenían menos de 18 años y el 29,8 % tenían 65 años o más.